# Mohamed Ranem
 (septembre 2023).
La mise en forme du texte ne suit pas les recommandations de Wikipédia : il faut le « wikifier ».
Les points d'amélioration suivants sont les cas les plus fréquents :
- Les titres sont pré-formatés par le logiciel. Ils ne sont ni en capitales, ni en gras.
- Le texte ne doit pas être écrit en capitales (les noms de famille non plus), ni en gras, ni en italique, ni en « petit »…
- Le gras n'est utilisé que pour surligner le titre de l'article dans l'introduction, une seule fois.
- L'italique est rarement utilisé : mots en langue étrangère, titres d'œuvres, noms de bateaux, etc.
- Les citations ne sont pas en italique mais en corps de texte normal. Elles sont entourées par des guillemets français : « et ».
- Les listes à puces sont à éviter, des paragraphes rédigés étant largement préférés. Les tableaux sont à réserver à la présentation de données structurées (résultats, etc.).
- Les appels de note de bas de page (petits chiffres en exposant, introduits par l'outil «  Source ») sont à placer entre la fin de phrase et le point final[comme ça].
- Les liens internes (vers d'autres articles de Wikipédia) sont à choisir avec parcimonie. Créez des liens vers des articles approfondissant le sujet. Les termes génériques sans rapport avec le sujet sont à éviter, ainsi que les répétitions de liens vers un même terme.
- Les liens externes sont à placer uniquement dans une section « Liens externes », à la fin de l'article. Ces liens sont à choisir avec parcimonie suivant les règles définies. Si un lien sert de source à l'article, son insertion dans le texte est à faire par les notes de bas de page.
- La présentation des références doit suivre les conventions bibliographiques. Il est recommandé d'utiliser les modèles {{Ouvrage}}, {{Chapitre}}, {{Article}}, {{Lien web}} et/ou {{Bibliographie}}. Le mode d'édition visuel peut mettre en forme automatiquement les références.
- Insérer une infobox (cadre d'informations à droite) n'est pas obligatoire pour parachever la mise en page.

Pour une aide détaillée, merci de consulter Aide:Wikification.
Si vous pensez que ces points ont été résolus, vous pouvez retirer ce bandeau et améliorer la mise en forme d'un autre article.
Mohamed Ghanem, dit Mohamed Ranem, né le 5 novembre 1925 à Alger et mort le 11 décembre 2014 à Alger, est un peintre, miniaturiste, enlumineur et céramiste algérien ayant passé l'essentiel de sa vie en Algérie.

## Biographie
À l’Age de 15 ans, il prend des cours d’art musulman algérien sous la direction d'Omar Racim à l’école de frais-vallon, annexe du  Musée national des Beaux-Arts d'Alger. Cette école fût créé en 1931. Ranem y apprendra, pendant les matinées, la miniature et l’enluminure, et les après-midis, la ronde-bosse et le dessin élémentaire ainsi que la reliure, enfin dans la classe de Cherrad Mohamed, la céramique.
En 1940, il obtient un premier prix en reliure, puis en 1941, tandis que l’école de Frais-Vallon, vient enfin d’être rattachée à l’école des beaux-arts de la rue d’Orléans, Ranem est premier prix dans l’enluminure et de céramique.
Dès 1942 et s’inscrivant ainsi d’emblée dans les mouvances artistiques reconnues, le jeune Ranem expose ses premières œuvres au salon des artistes algériens et orientalistes, un des salons les plus importants de cette époque, il est alors lauréat du prix de la ville d’Alger.
Suivant une trajectoire singulière, Ranem organisera sa première exposition particulière à Alger, en 1943, avec son condisciple Ali khodja, ils viennent tout juste de quitter l’école où ils ont étudié quatre années : « Nous avons exposé chez Baconnier , 4, rue Abane Ramdane à Alger, nous y avons vendu nos travaux, lorsque nous vendons nos œuvres, nous pensons avoir du succès, nous étions au temps du colonialisme et nous avions beaucoup de besoins » nous raconte l’artiste sans artifice, avec ses mots.
En 1944, en plein conflit mondial, Mohamed Racim n’hésite pas à tenter un coup de maître, il regroupe 12 jeunes peintres et miniaturistes algériens, afin de montrer 95 de leurs œuvres dans les locaux du centre franco-musulman dirigé par Tocqueville et créé par celui-ci en février, non loin de la Place d'armes. Cette exposition de peintres et de miniaturistes algériens est la première du genre et marque d’une pierre, par le succès qu’elle obtient, l’histoire de l’art algérien, parmi ceux assistent au vernissage, le directeur de l’école nationale des beaux-arts d’Alger, le peintre Alfred Loth, des pensionnaires de la Villa Abd-el-Tif.

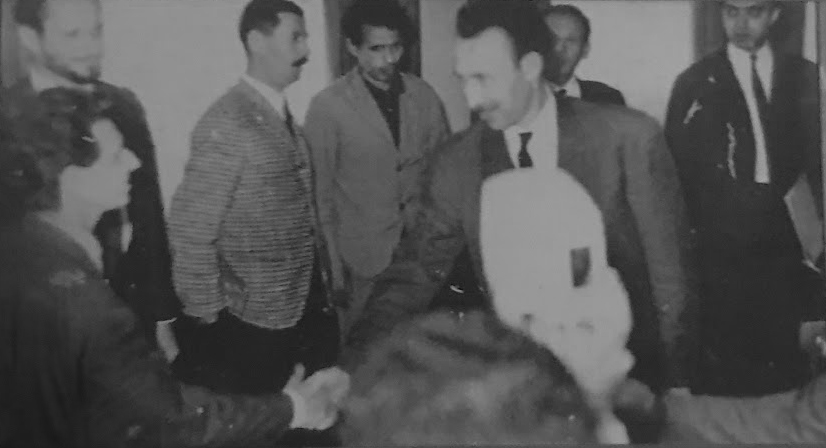
Mohamed Ranem avec Houari Boumédiène.

La presse est unanime sur l’intérêt présenté par cette exposition et la « dépêche algérienne », l’ « Echo d’Alger » , « Alger républicain », la revue Tam, ne tarissent pas d’éloges, Georges Marçais préface le catalogue. Mohamed Ranem, comme ses pairs qu’il soit miniaturiste ou plasticien, vit ce moment comme une véritable reconnaissance. En septembre 1945, Ranem se rend pour la première fois à Paris, où il expose à la foire de l’artisanat algérien, des enluminures et des miniatures. Deux années plus tard, en 1947, Ranem organise une exposition particulière à la maison de l’artisanat (rue d’Isly). L’historien Georges Marçais, qui lui préface son catalogue, écrit : « c’est un de ces disciples de Mohamed et Omar Racim, un élève du second, qui expose ses œuvres aujourd’hui : Mohamed Ranem fait le plus grand honneur à son maitre et l’on peut lui prédire une belle carrière ».
En février 1948, un rapport sur les artistes algériens rédigé en vue de la future nomination de certains d'entre eux à l’école nationale des beaux-arts, décrira Racim comme un excellent artiste et un chef de file qui a « renouvelé » l’art de la miniature, Ali-khodja et Ranem comme des élèves émérites.
Un an plus tard, c’est toujours en compagnie de son ami Ali-khodja que Mohamed Ranem organise une nouvelle exposition au cercle franco-musulman, les deux artistes y montrent leurs œuvres aux côtés des peintres de l’école d’Alger; André Casabonne (1922-1950) et Lavoue-Barriere.
L’année suivante s’annonce comme une année riche en événements divers pour le monde de l’art et en avril, Ranem est invité à exposer une nouvelle fois à la maison de l’artisanat, cette fois l’exposition regroupe des œuvres des peintres de l’école d’Alger Gallieno, Duvalet, Bertea, Braun, Massa, Andréani ; Chartron, et André Acquart, et celles des algériens Ali Ali-Khodja, Baya, Ranem, et Yellès, elle a lieu à l’occasion de la publication du numéro 2 de la revue littérature « Soleil », créée la même année par l’écrivain Jean Sénac.
Au printemps, le trio Ranem, Ali Ali-Khodja et Yellès participent au 47éme salon de société des artistes algériens et orientalistes.
En juin 1953, Ranem expose à paris à la galerie de l’OFALAC (28, avenue de l’Opéra), c’est sa première exposition particulière : le peintre Miloud Boukerche, un élève de Dinet qui vit en France, l’écrivain Gabriel Audisio, le compositeur Mohamed Iguerbouchen.
Mohamed Iguerbouchen, lui rendent visite, il obtient une commande de fresque pour l’intérieur d’un restaurent oriental, « le Hoggar » dans le quartier latin. Il organisera une seconde exposition en solo dans la cité parisienne en novembre 1955, avenue des champs-Elysées.

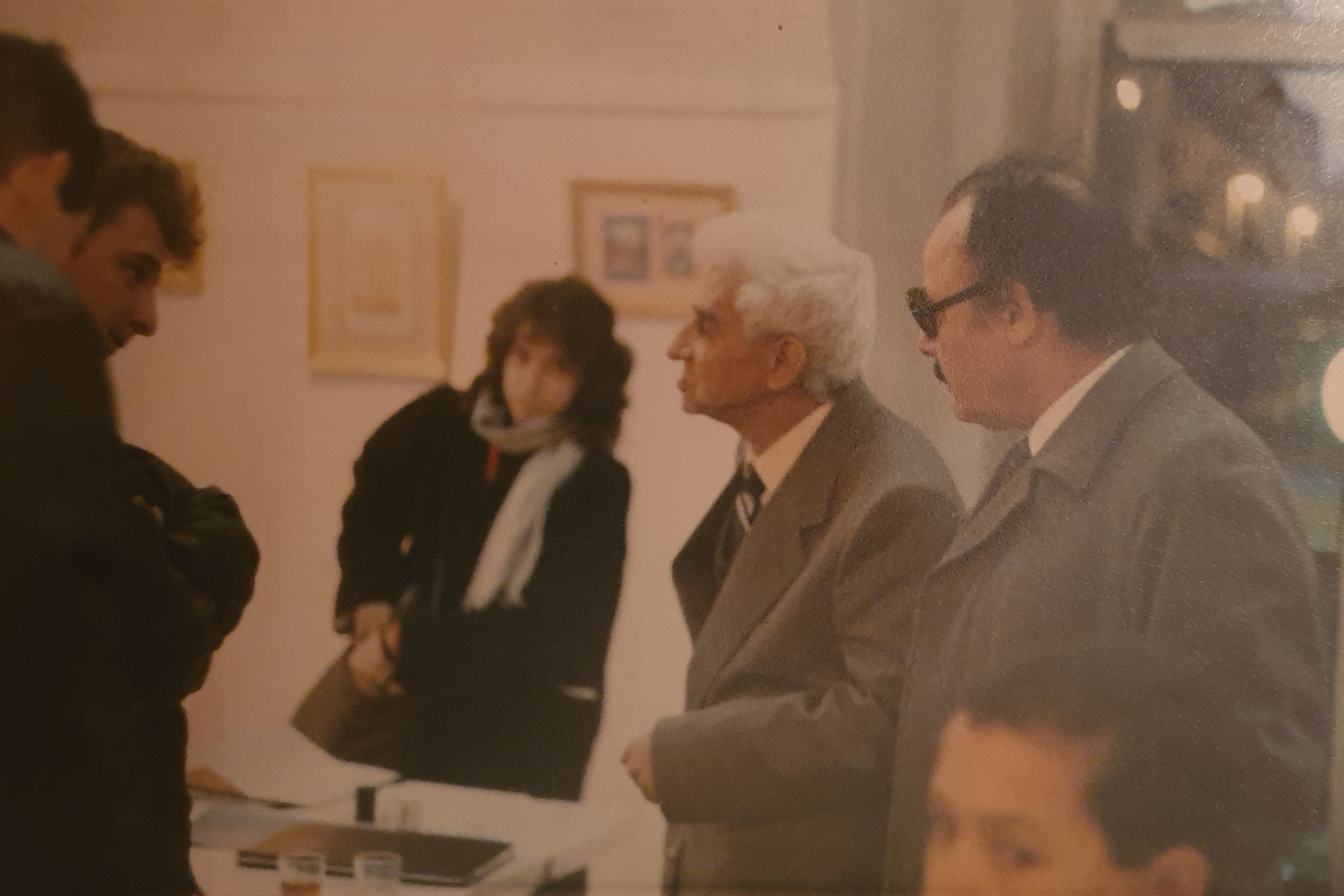
Ranem dans une exposition

La galerie Leleu organise l’année suivante une importante exposition consacrée aux peintes algériens : Benaboura, Boid, Kader Ben Abdel-Kader, Ranem et Haminoumna y figurent.
Ranem expose pour la troisième fois à la galerie de l’Ofalak en novembre 1959, la même année, il se présente au Grand prix artistique de l’Algérie avec trois œuvres, deux enluminures « Sourate du caillot de sang » et « sourate de saturne », ainsi qu’une miniature « fête algéroise ». Benaboura l’avait obtenu l’année précédente et plusieurs algériens avaient été stimulés par cette réussite.
C’est en 1960, que Mohamed Ranem, toujours soutenu par son maître Mohammed Racim, accède à un poste d’enseignement à l’école des beaux-arts, en remplacement de Omar Racim, décédé, Ranem y avait débuté 21 ans plutôt, pourtant, malgré un parcours jalonné de succès, à l’occasion de l’exposition du 1er novembre 1963, organisée à la salle Ibn Khaldoun sous l’égide du musée national des beaux-arts alors dirigé par Jean de Maisonseul, seul Racim représente la miniature algérienne, le concept de modernité exige quelque peu l’abandon des techniques traditionnelles de peinture, les plasticiens sont majoritaires et un mouvement de scission commerce de marquer, en ce début d’indépendance, l’art algérien.

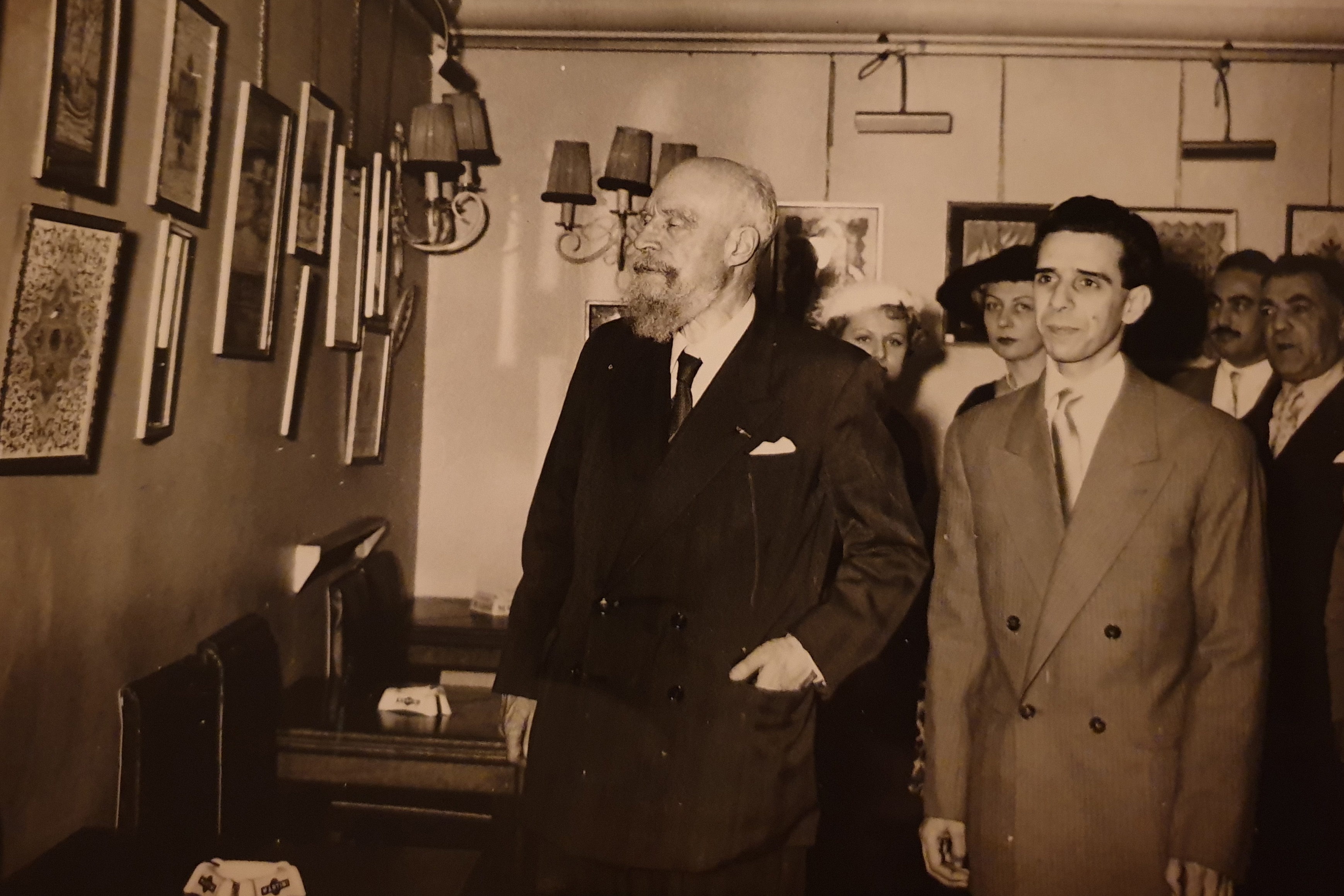
Ranem dans une exposition

Les artistes pionniers des années 40 et 50 tels que Mohamed Ranem, auront à souffrir des scissions idéologiques et de l’émergence de l’école du signe, d’esprit assez restrictif, mais continuent néanmoins à s’exprimer dans la solitude de leurs ateliers et au sein de leur groupe, leurs œuvres figurent pourtant dans les collections publiques en tant qu’œuvres d’art et demeurent recherchées. Après la mort de Mohammed Racim et celle de Haminoumna en 1975, les miniaturistes et enlumineurs vont être relégués au rang d’artisans d’art, bien que la filières, enrichie de la calligraphie, figure toujours au programme des écoles d’art, attirant un grand nombre d’émules. Il faudra attendre le début des années 90, voire les années 2000, et l’émergence de nouvelles tendances picturales qui puisent, sans facétie et sans complexe, dans le patrimoine et dans tous les héritages du passé de l’Algérie, pour assister à une nouvelle cohésion des filiations au sein de l’art algérien. La miniature qui réinterprète avec inventivité les écritures et thématiques anciennes, démontrant ainsi que l’art de la miniature et de l’enluminure est de tous les temps.

## Chronologie artistique
- Cours à l’école d’artisanat (Alger)
- Etudes à l’école d’enluminure et de miniature (Alger, 1939-1945)
- Etudes à l’École nationale des beaux-arts d'Alger (ENBA) (Alger, 1945)
- Enseignant à l’École supérieure des beaux-arts d'Alger Ahmed et Rabah Salim Asselah (ESBA) (Alger, 1960)
- Sociétaire, (membre et administrateur) de la société des artistes algériens et orientalistes (Alger)
- Membre de l’Union nationale des arts plastiques (UNAP) (Alger, 1963)

## Prix et Récompenses
- 1940, 1er prix d’enluminure (ENBA) ( Alger) 1942
- 1er prix de la ville d’Alger au salon des artistes (Alger) 1942
- 2e bourse (section miniature) de la ville d’Alger 1950
- bourse (section miniature) de la ville d’Alger 1958
- bourse de l'institut Lourmarin

## Expositions

### Expositions personnelles
- 1943 exposition (1re), Librairie Baconnier (Alger)
- 1945 (septembre) exposition, Foire internationale d'art contemporain (Paris)
- 1947 (15-31/12) exposition, Maison de l’artisanat (Alger)
- 1949 exposition, Cercle franco-musulman (Alger)
- 1950 exposition, Maison de l’artisanat (Alger)
- 1950 exposition, Galerie Bernheim-Jeune (Paris)
- 1950 exposition, Maison de l’artisanat (Alger)
- 1953 (15-31/06) exposition, Galerie de l'Office Algérien d'Action économique et touristique du Gouvernement général de l'Algérie OFALAC (Paris)
- 1954 (octobre) exposition, Cercle de la France d’outre-mer (Paris)
- 1955 (2-15/11) exposition, Cercle de la France d’outre-mer (Paris)
- 1959 (15-31/11) exposition, Galerie OFALAC (Paris)
- 1965 (2/3) exposition, Cercle franco-musulman (Alger)
- 1965 (21/5-6/6) exposition, Galerie UNAP (Alger)
- 1967 (21/5-6/6) exposition, Galerie UNAP (Alger)
- 1968 (13-31/12) exposition, Galerie Bernheim jeune (Paris)
- 1971 (10-30/11) exposition, Galerie Feraoun (Alger)
- 1972 (28/10-11/11) exposition, Galerie UNAP (Alger)
- 1974 (octobre) exposition, Galerie UNAP (Alger)
- 1975 (1-6/10) exposition, Galerie Feraoun (Alger)
- 1978 (6-17/9) exposition, Galerie UNAP (Alger)
- 1982 (14-25/7) exposition, Galerie Feraoun (Alger)
- 1983 (16-30/6) exposition, Galerie Feraoun (Alger)
- 1984 (janvier/février) exposition, Galerie Feraoun (Alger)
- 1990 (9-25/6) exposition, Galerie Racim (Alger)
- 1993 (février) exposition, Centre culturel de la Wilaya d'Alger CCWA (Alger)
- 1994 (28/9) exposition, Galerie Racim (Alger)

### Expositions collectives
Mohamed Ranem participe à de nombreuses expositions collectives à : 
- Alger (1942, 1944, 1950, 1951,1964, 1965, 1973, 1974, 1982, 1985, 1986, 1989, 1999)
- Paris (1964)
- Turquie (1974)

## Musées et œuvres
- Alger :
  - Musée national des beaux-arts d'Alger : Double page de Coran
  - Musée national des antiquités et des arts islamiques
  - Musée national de l'enluminure, de la miniature et de la calligraphie d'Alger
- Oran :
  - Musée national Zabana d'Oran
- Paris
  - Décoration du restaurant le Hoggar (Paris 1953)